# Omačina
Omačina (cyr. Омачина) – wieś w Bośni i Hercegowinie, w Republice Serbskiej, w gminie Rudo. W 2013 roku liczyła 31 mieszkańców.